# Marien rijk Gematigde Noordelijke Stille Oceaan
Het Marien rijk Gematigde Noordelijke Stille Oceaan (Engels: Temperate Northern Pacific) is een biogeografisch rijk en ligt in in het noorden van de Grote Oceaan voor de noordoostkust van Azië en de westkust van Noord-Amerika. Het marien rijk is vastgesteld door het World Wide Fund for Nature en The Nature Conservancy.
Naar het noorden ligt het marien rijk Arctica, in het zuidoosten aan het marien rijk Tropische Oostelijke Stille Oceaan, in het zuiden aan het marien rijk Oostelijke Indo-Pacific en in het zuidwesten aan het marien rijk Centrale Indo-Pacific.

## Biogeografie
Het gebied kent zeeleven dat houdt van gematigde temperaturen.

## Mariene ecoregio's
Deze mariene provincie bestaat uit 4 mariene provincies:
- Mariene provincie Koude Gematigde Noordwestelijke Stille Oceaan (8)
- Mariene provincie Warme Gematigde Noordwestelijke Stille Oceaan (9)
- Mariene provincie Koude Gematigde Noordoostelijke Stille Oceaan (10)
- Mariene provincie Warme Gematigde Noordoostelijke Stille Oceaan (11)